# Хаві Грасія
Хав'єр «Хаві» Грасія Карлос (ісп. Javier Gracia Carlos, нар. 1 травня 1970, Памплона) — іспанський футболіст, що грав на позиції півзахисника. По завершенні ігрової кар'єри — тренер.
Виступав, зокрема, за клуби «Реал Сосьєдад» та «Вільярреал», а також молодіжну збірну Іспанії.

## Клубна кар'єра
У дорослому футболі дебютував 1989 року виступами за команду клубу «Більбао Атлетік», в якій провів три сезони, взявши участь у 158 матчах чемпіонату.
Згодом з 1992 по 1995 рік грав у складі команд клубів «Льєйда» та «Реал Вальядолід».
Своєю грою за останню команду привернув увагу представників тренерського штабу клубу «Реал Сосьєдад», до складу якого приєднався 1995 року. Відіграв за клуб із Сан-Себастьяна наступні чотири сезони своєї ігрової кар'єри. Більшість часу, проведеного у складі «Реал Сосьєдада», був основним гравцем команди.
1999 року уклав контракт з клубом «Вільярреал», у складі якого провів наступні три роки своєї кар'єри гравця. Граючи у складі «Вільярреала» також здебільшого виходив на поле в основному складі команди.
Завершив професійну ігрову кар'єру у клубі «Кордова», за команду якого виступав протягом 2002—2004 років.

## Виступи за збірні
Протягом 1989—1990 років залучався до складу молодіжної збірної Іспанії. На молодіжному рівні зіграв у чотирьох офіційних матчах.

## Кар'єра тренера
Розпочав тренерську кар'єру відразу ж по завершенні кар'єри гравця, 2004 року, увійшовши до тренерського штабу клубу «Вільярреал», де пропрацював з 2004 по 2005 рік. 2013 року став головним тренером команди «Осасуна», тренував клуб з Памплони один рік.
Згодом протягом 2014—2016 років очолював тренерський штаб клубу «Малага». 2016 року прийняв пропозицію попрацювати у клубі «Рубін». Залишив казанську команду 2017 року.
Протягом тренерської кар'єри також очолював команди клубів «Понтеведра», «Кадіс», «Вільярреал Б», «Олімпіакос», «Керкіра» та «Альмерія».
З 2018 року очолює тренерський штаб команди «Вотфорд», який покинув в вересні 2019-го.
В липні 2020 року Хаві Грасія став головним тренером «Валенсії».